# Pseudobrickellia angustissima
Pseudobrickellia angustissima là một loài thực vật có hoa trong họ Cúc. Loài này được (Spreng. ex Baker) R.M.King & H.Rob. miêu tả khoa học đầu tiên năm 1972.